# 學生運動

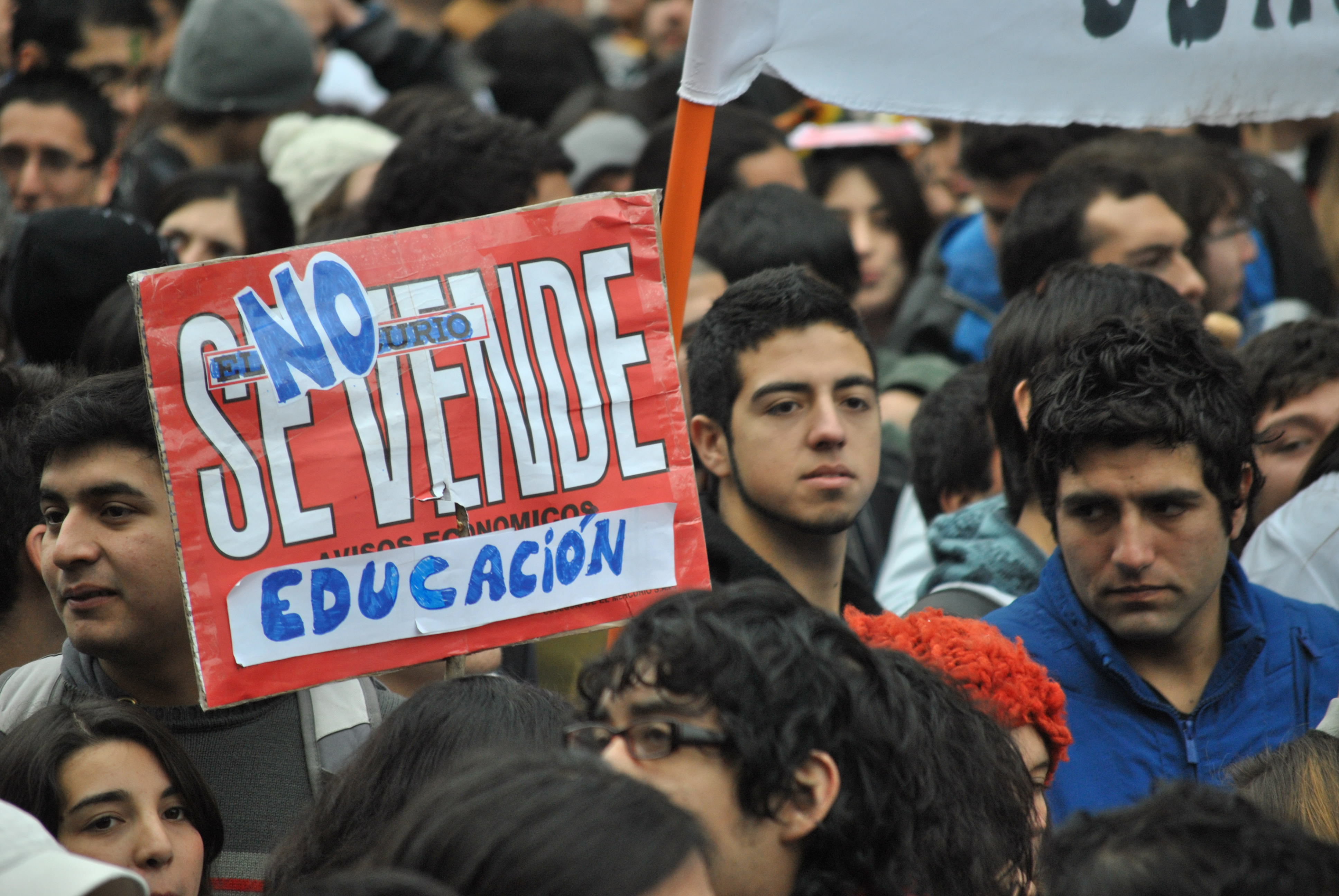
2011年智利圣地亚哥学生抗议

學生運動，簡稱學運，亦稱學潮 ，是以學生為主要成員的社會運動。这种运动一般是自發的（也有可能是受新聞媒體、社論、社會意見、專欄作家、電台名嘴、意見領袖等引導），为集體建立某種社會價值文化判斷，从而引發動向、回應或引發社會運動的大潮流。
學運目標有包括但不限於：為學生組織的正名運動、聲援被捕的政治人物、反殖民主義、反一黨專政等。

## 亞洲重大事件

### 中國大陸
漢朝
- 黨錮之禍

宋朝
- 陳東先後兩次領導太學學生上書朝廷，請誅軍事領袖。之後尚有五、六次類似的學生運動，並有學生罷課的事件記載，亦有老師鼓勵或支持學生運動以反抗政府的事例[1]。

明朝
- 东林党爭：朝廷退職官吏任教的東林書院師徒與閹黨等的政治鬥爭。

清朝
- 公车上书

中華民國大陆时期
- 五四运动：1919年的5月4日以青年學生為主的學生運動。
- 三一八慘案
- 一二九运动：1935年12月9日中國青年發起的反分裂、反割據愛國運動，要求保全中國領土完整。
- 反苏运动：1946年2月因张莘夫遇害而起的中国学生抗议苏联侵犯中国主权游行示威。亦称張莘夫事件。
- 北平七五事件

中華人民共和國
- 反右运动初期
- 红卫兵运动：文化大革命初期因中国大陆政治高层斗争及对毛澤東个人崇拜而起学生运动。
- 上山下乡运动：1960年代至1970年代中华人民共和国政府组织大量城市知识青年离开城市，在农村定居和劳动的政治运动。
- 四五运动：以1976年4月5日在中华人民共和国首都北京天安门广场发生的大规模群众抗议事件为代表的全国性的抗议活动。
- 八六学潮：由中国科学技术大学于1986年12月所发起的民主学运，随后大陆各地高等学校约150所连锁响应。
- 六四天安门事件：或稱八九民運，指發生在1989年4月15日至6月4日，一場由中國北京大學學生所主導的學生運動，主要領導者為王丹、吾爾開希與柴玲。
- 佳士事件：2018年7月至8月，来自北大、人大、南大、北师大、北理工等众多知名院校学生组织了“佳士工人声援团”，参与佳士工人抗争运动，并遭到持续打压。
- 反獨立學院轉設職業本科運動：2021年6月开始，由浙江和江苏的多所独立院校学生率先发起的抗议、维权运动。
- 白紙運動：指2022年11月份大規模發起的學潮。

### 香港
英屬時期
- 1970年代香港學生運動

特別行政區成立後
- 學民思潮反國教
- 2014年香港學界大罷課
- 反對逃犯條例修訂草案運動

### 臺灣
- 四六事件是1949年4月6日警備總部大規模進入校園逮捕學生的政治案件[2][3]
- 自覺運動為1960年代台灣青年學生發起的運動，內容為提振國民公德心的運動。
- 自由之愛運動是1980年代台灣學生發起的爭取自由民主運動 [4][5]。
- 野百合學運（三月學運）是台灣在1990年3月16日至3月22日發生的學生運動[6][7]。
- 新野百合學運發生於台灣，從2004年4月2日至5月17日，由一群台灣大學學生所發起的活動主要是集結在中正紀念堂靜坐抗議。最後在5月17日被警察強制驅離為止。
- 野草莓運動
- 反媒體壟斷運動
- 太陽花學運（包含318青年佔領立法院、318學運）
- 反高中課綱微調運動

### 日本
- 東京大學事件

### 韓國
- 4·19學生革命
- 釜马民主抗争
- 光州民主化运动
- 六月民主运动

### 哈薩克
- 阿拉木图十二月事件

### 新加坡
- 5.13學潮

### 馬來西亞
- 3.30罷課

## 歐洲重大事件

### 法國
- 五月風暴

### 匈牙利
- 匈牙利十月事件

## 拉丁美洲重大事件

### 墨西哥
- 特拉特洛尔科事件

## 北美洲重大事件

### 美国
- 2024年4月发生在美国大学校园的以哈战争抗议活动